# 富山県道326号金山古黒部線
富山県道326号金山古黒部線（とやまけんどう326ごう かなやまふるくろべせん）は、富山県下新川郡朝日町から同郡入善町に至る一般県道である。

## 概要

### 路線データ
- 起点：富山県下新川郡朝日町金山字門口中（富山県道111号大家庄上飯野線交点）
- 終点：富山県下新川郡入善町古黒部字道上（国道8号交点）
- 実延長：3,187m

## 歴史
- 1973年（昭和48年）3月31日 - 認定[1]

## 地理

### 通過する自治体
- 富山県
下新川郡朝日町 - 下新川郡入善町

### 交差する道路
- 富山県道111号大家庄上飯野線（起点：朝日町金山字門口中）
- 富山県道106号北羽入入善線（朝日町舟川新）
- 国道8号（終点：入善町古黒部字道上）

### 沿線
- 北陸自動車道 朝日インターチェンジ
- 大家庄郵便局
- 小川